# House of the Butcher
House of the Butcher (OT: Butcher House) ist ein US-amerikanischer Horrorfilm von Christopher Hutson aus dem Jahr 2006.

## Handlung
In Arthur Kingstons Schlachthaus geschahen in den 1960er Jahren eigenartige Dinge. Ein Metzger lief Amok und tötete zwei Kollegen sowie den Besitzer der Fabrik. Angeblich lag ein aztekischer Fluch auf dem Schlachthaus und nur mit Hilfe einer Beschwörungsformel konnte der Geist gebannt werden.
Tyler Williams soll im Auftrag seines Vaters, ein Immobilienbesitzer, gegen Bezahlung das Schlachthaus untersuchen. Mit seinen Freunden Annie, Jamie, Karla, Blake und Josh macht er sich auf den Weg dorthin. Zunächst verläuft die Untersuchung unspektakulär. Doch als sie in die Kellerräume, das eigentliche Schlachthaus vordringen und dort ein altes Schlachterbeil aus der Wand ziehen, erwacht der Geist des Schlachters zum Leben. Er sucht die Jugendlichen heim und tötet alle bis auf Annie und Tyler. Doch Tyler ist besessen, was man an einem aztekischen Symbol auf seiner Hand erkennt. Er fleht Annie an, ihn zu töten, was sie nach einigem Zögern tut. Unterdessen erscheint James Kingston, Sohn des ehemaligen Besitzers am Ort des Geschehens. Er weiht Annie in die Geheimnisse ein und die beiden versuchen den Geist zu verbannen. Nachdem der Schlachter auch James getötet hat, kann Annie den Fluch aufheben, indem sie das Schlachtbeil wieder in die Wand schlägt.
Annie duscht anschließend bei einer Freundin, als das Symbol auf ihrer Hand erscheint.

## Hintergrund
House of the Butcher ist eine Low-Budget-Filmproduktion aus Hollywood. Sie wurde in einem verlassenen Schlachthaus in Los Angeles gedreht und hatte ein Budget von 165.000 US-Dollar. Der Film hatte seine Premiere auf dem Eerie Horror Film Festival am 5. Oktober 2006 und lief im Januar 2007 im US-amerikanischen Fernsehen. Die deutsche Erstveröffentlichung erfolgte am 29. September 2009 über Movie Power und KNM Home Entertainment. Mit House of the Butcher 2 (im Original Dead Meat) von der gleichen Verleihfirma hat der Film nichts zu tun.

## Kritik
House of the Butcher wird vom Lexikon des internationalen Films als „unterbelichteter und minderbemittelter Horrorfilm“ beschrieben. Auch Autoren der Horrorfilm-Seiten im Internet bewerteten den Film kaum besser.